# جام حذفی فوتبال ایتالیا ۱۸–۲۰۱۷
کوپا ایتالیا ۱۸–۲۰۱۷ که به دلایل حمایت مالی به‌عنوان جام TIM نیز شناخته می‌شود، هفتاد و یکمین دورهٔ جام ملی در فوتبال ایتالیا بود. حداقل، برندگان کوپا ایتالیا در لیگ اروپا ۱۹–۲۰۱۸ حضور پیدا می‌کنند و بازی را در مرحلهٔ گروهی آغاز می‌کنند، مگر اینکه واجد شرایط کسب جایگاه مطلوب‌تر یوفا بر اساس بازی‌های لیگ باشند. هفتاد و هشت باشگاه در مسابقات جام حذفی این فصل شرکت کردند.
یوونتوس با شکست ۴–۰ میلان برای سیزدهمین بار قهرمان شد و رکورد پیاپی برد خود را به ۴ رساند. آنها قبلاً لاتزیو (در فصل‌های ۱۵–۲۰۱۴ و ۱۷–۲۰۱۶) و میلان (در فصل ۱۶–۲۰۱۵) را شکست داده بودند. آنها در هیچ یک از پنج بازی انجام شده در رقابت‌های امسال گلی دریافت نکردند و در مجموع ۱۰–۰ از حریف خود پیشی گرفتند.